# 1913 в авіації

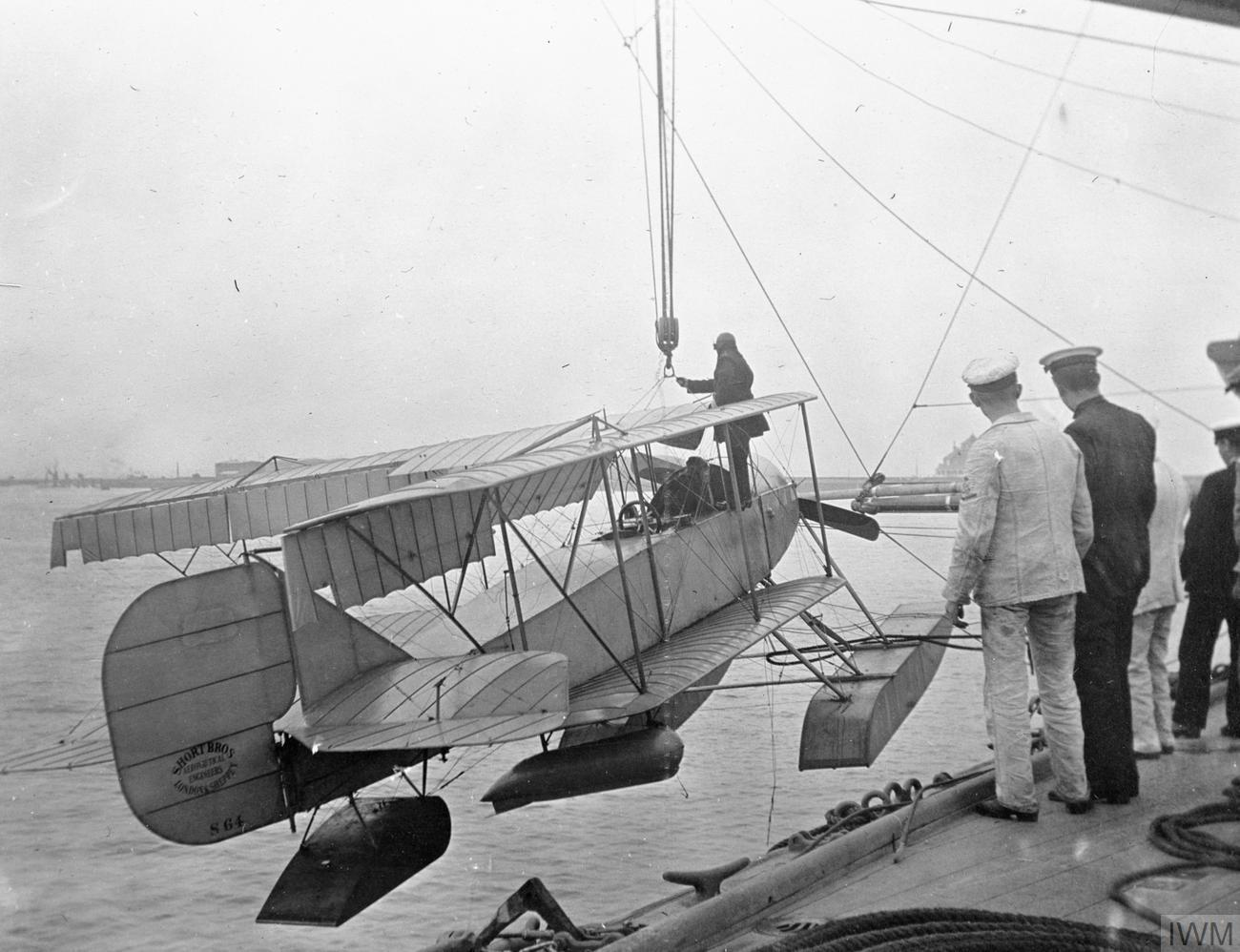
1913, прискореними темпами розвивається морська авіація

Основна стаття: Авіація.
1913 рік у авіації.

## Події
- 13 січня — у Бразилії засновано авіаційну школу.
- 8 лютого — Н. де Секов (англ. N. de Sackoff), російський льотчик, що воював за греків, стає першим пілотом збитим у бойових умовах (постраждав від наземного вогню). Подія сталася біля стін Форту Бизані під час Першої Балканської війни.
- 11 лютого — армія Чилі заснувала військову авіаційну школу.
- 13 лютого — Королівство Сербія приймає нормативні акти, що регулюють експлуатацію літальних апаратів та стає п'ятою країною після Німеччини, Сполученого Королівства, Франції та Австро-Угорщини.
- 5 березня — Збройні сили США створюють свою першу авіаційну розвідувальну ескадрилью (1st Reconnaissance Squadron).
- березень — Республіка Китай одержує дванадцять військових літаків з Франції.
- 16 квітня — відбулися перші міжнародні змагання гідролітаків за «Приз Шнайдер Трофі» у Монако, переможець — Моріс Превост (фр. Maurice Prévost).
- 7 травня — бронепалубний крейсер Королівських ВМС HMS Hermes, стає першим експериментальним носієм гідролітаків у Великій Британії.
- 10 травня — під час Мексиканської революції, Дідьє Массон (англ. Didier Masson) та Густаво Салінас Камілла (ісп. Gustavo Salinas Camilla)у гавані Гуаймас (Мексика), атакують чотирма саморобними бомбами, що містили 15 кг вибухових речовин, мексиканські канонерськи човни.
- 21 червня — поблизу Лос-Анджелесу, Джорджія Енн Томпсон Бродвейк (англ. Georgia Ann Thompson Broadwick; Georgia "Tiny" Broadwick), стає першою жінкою, що стрибає на парашуті з літака, яким керує Гленн Л. Мартін (англ. Glenn L. Martin).
- 1 липня — Королівська армія Нідерландів (нід. Koninklijke Landmacht) утворює своє авіаційне відділення (нід. Luchtvaartafdeling (LVA)).
- 5 липня — вперше у щорічних маневрах Королівського флоту Великої Британії, бере участь носій гідролітаків HMS Hermes. Деякі літаки обладнано складаними крилами, для зручного базування на борту корабля. Маневри, які завершуються 6 жовтня, демонструють доцільність експлуатації літаків на морі і, зокрема, зручність складних крил.
- 17 липня — Королівський флот Великої Британії запроваджує термін «Гідролітак».
- 20 вересня — відбувається другі щорічні повітряні перегони Aerial Derby, що фінансуються «Дейлі Мейл». Дев'ять учасників літають за єдиною схемою, що складається з 94-мильного (151-кілометрового) маршруту, котрий починається та закінчується на аеродромі Хендон (англ. Hendon Aerodrome) у Лондоні, з контрольними пунктами у Кемптон-Парку, Ешері, Пурлей та Пурфлет. Переможцем став Густав Гамель (англ. Gustav Wilhelm Hamel) на літаку фірми Morane-Saulnier, із часом 1 година 15 хвилин 49 секунд — отримавши Золотий трофей та приз у 200 £.
- 21 вересня — у Франції Адольф Пегуд (фр. Adolphe Pégoud) на Блеріо XI виконав Мертву петлю. Помилково, ця подія, широко висвітлювалася в світовій пресі, як перше виконання цього елементу в історії авіації.
- жовтень — до складу Імперських ВМС Японії, вперше включається допоміжний авіаційний корабель Вакамія (яп. 若宮丸, в подальшому 若宮艦). Перетворення на гідроавіаносець завершилося 17 серпня 1914.
- листопад — другий екземпляр біплану Cody V (перший політ 23 липня 1912), передано до Музею науки в Лондоні.

#### Без точної дати
- Північно-Ірландська компанія Short Brothers, запатентувала перший механізм для складання крил літака.
- французька фірма П'єр Левассер (фр. Pierre Levasseur) починає виробництво літаків. Раніше на ній виготовляли тільки пропелери.
- ВМС Швеції придбають свій перший гідролітак.

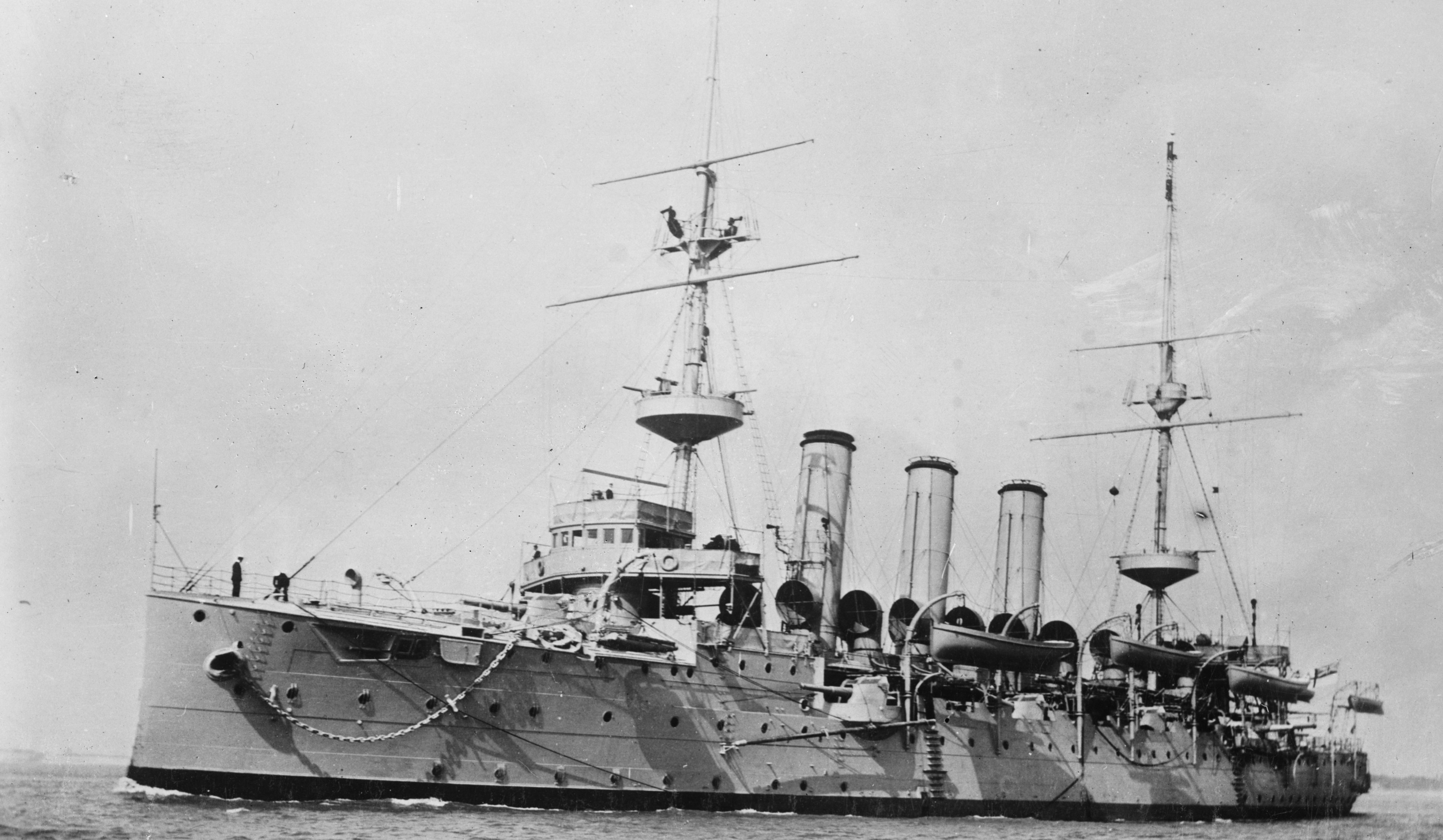
HMS Hermes
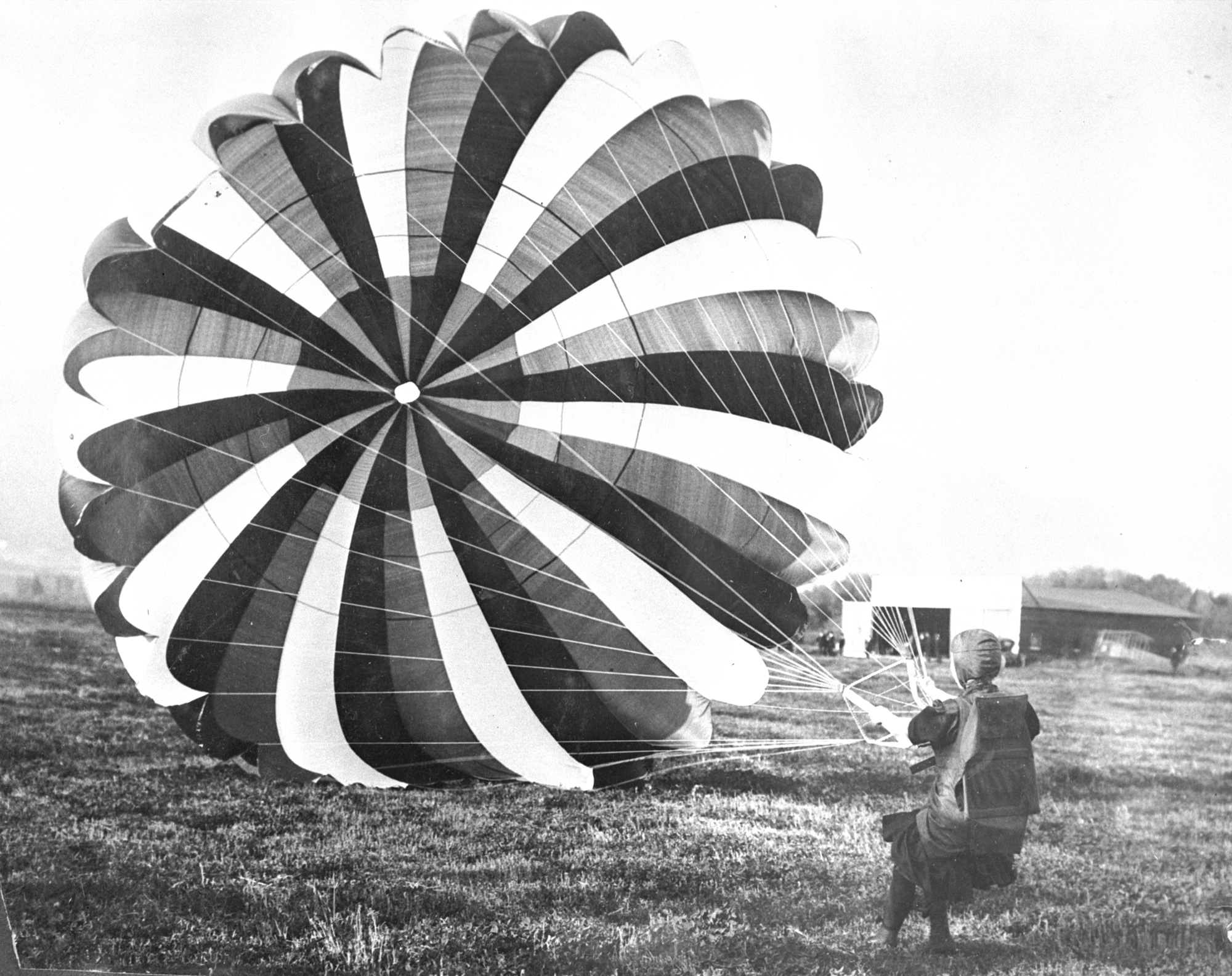
Tiny Broadwick
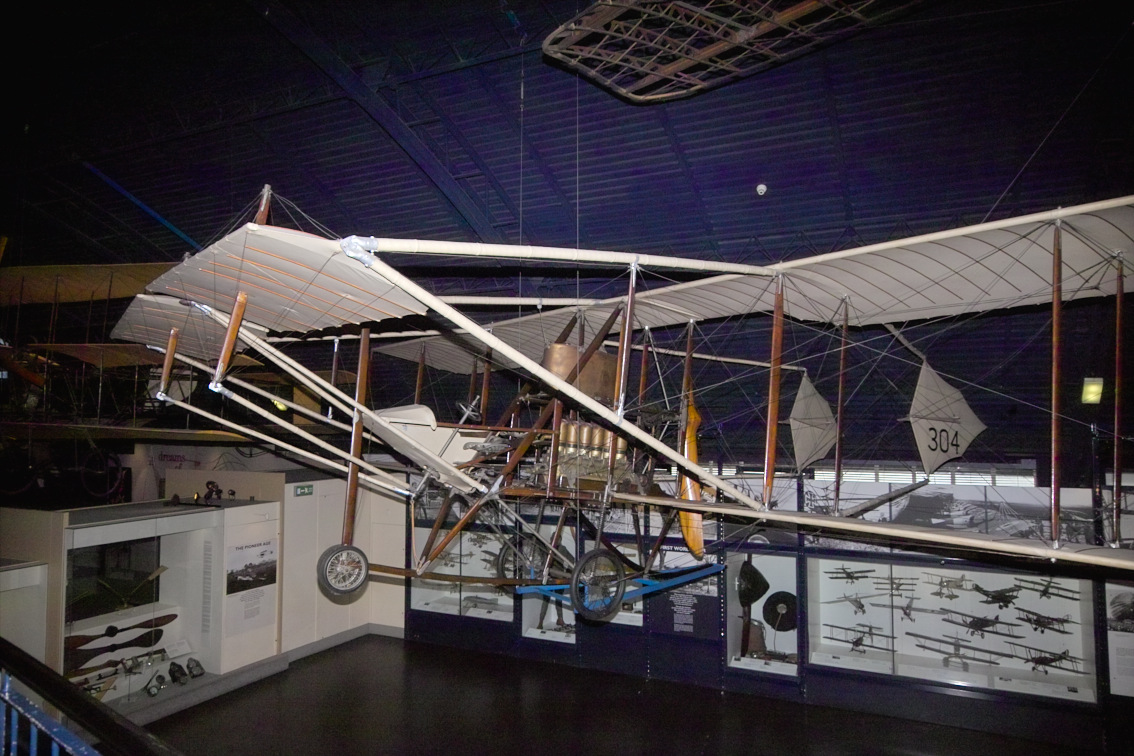
Cody V в музеї
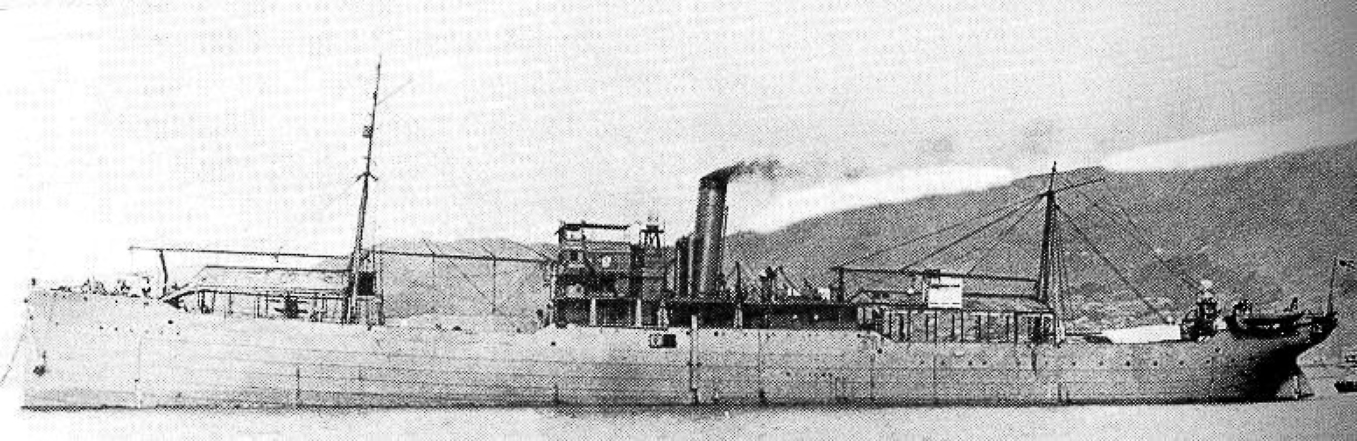
Вакамія

### Перший політ

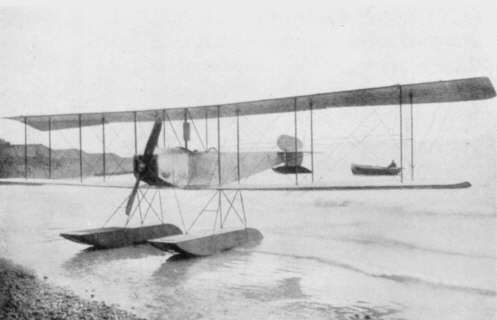
січень — британського військового гідролітака Avro 501.
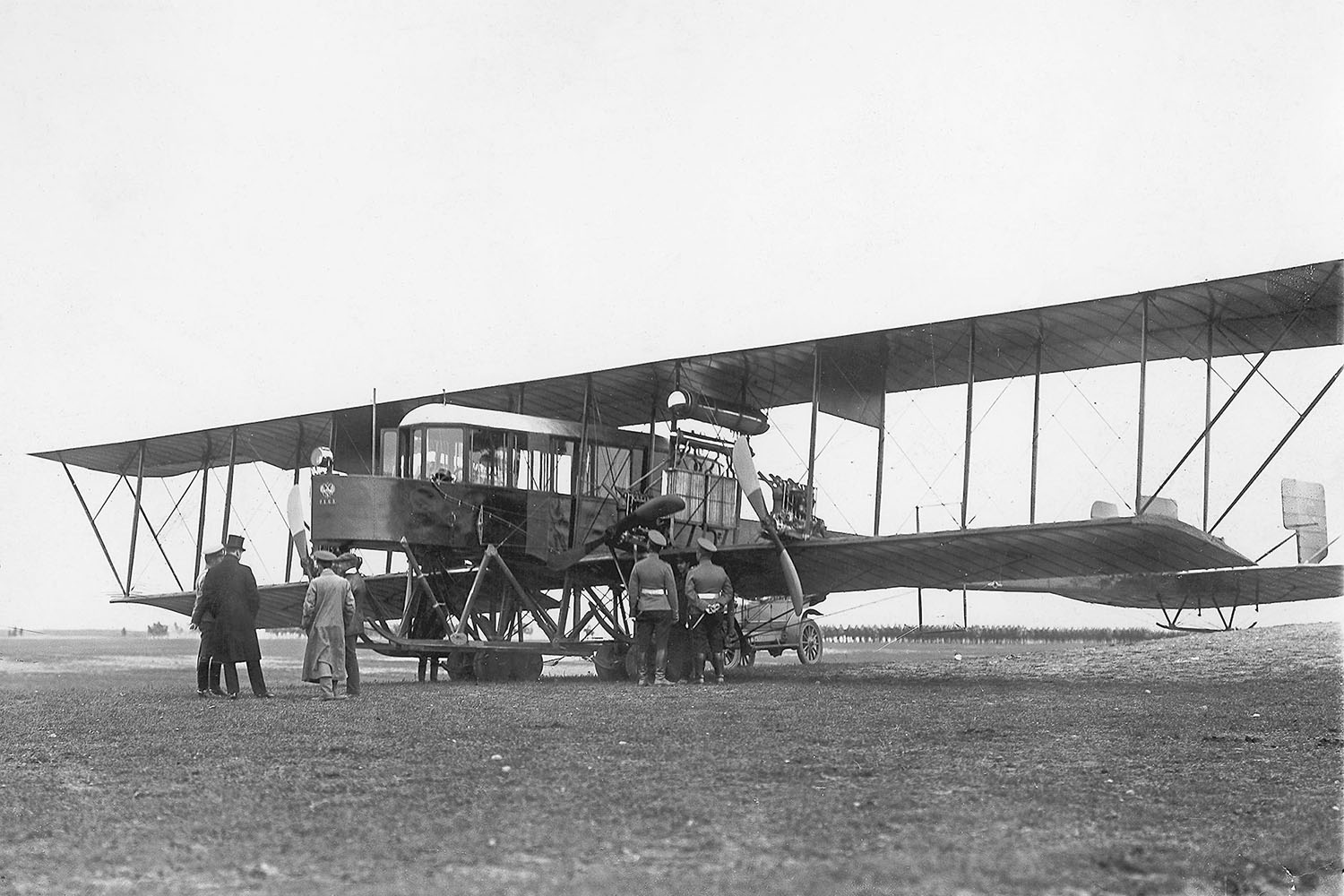
27 квітня  — чотиримоторного літака Гранд, також Руський витязь, конструкції Ігора Сікорського. Це також перший літак, обладнаний умивальником та туалетом на борту.
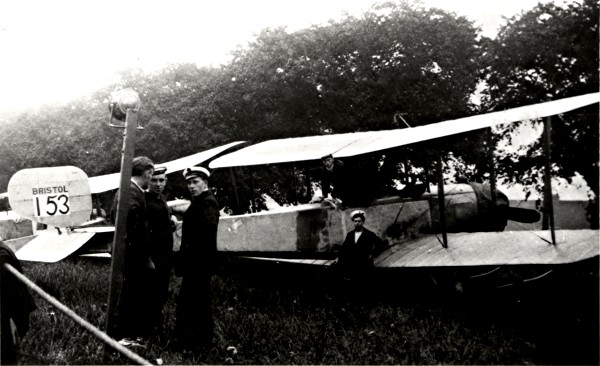
12 серпня — британський біплан Bristol T.B.8. розроблений компанією Bristol Aeroplane Company (заснована 1910), конструкції Анрі Коанда (ромш. Henri Marie Coandă).
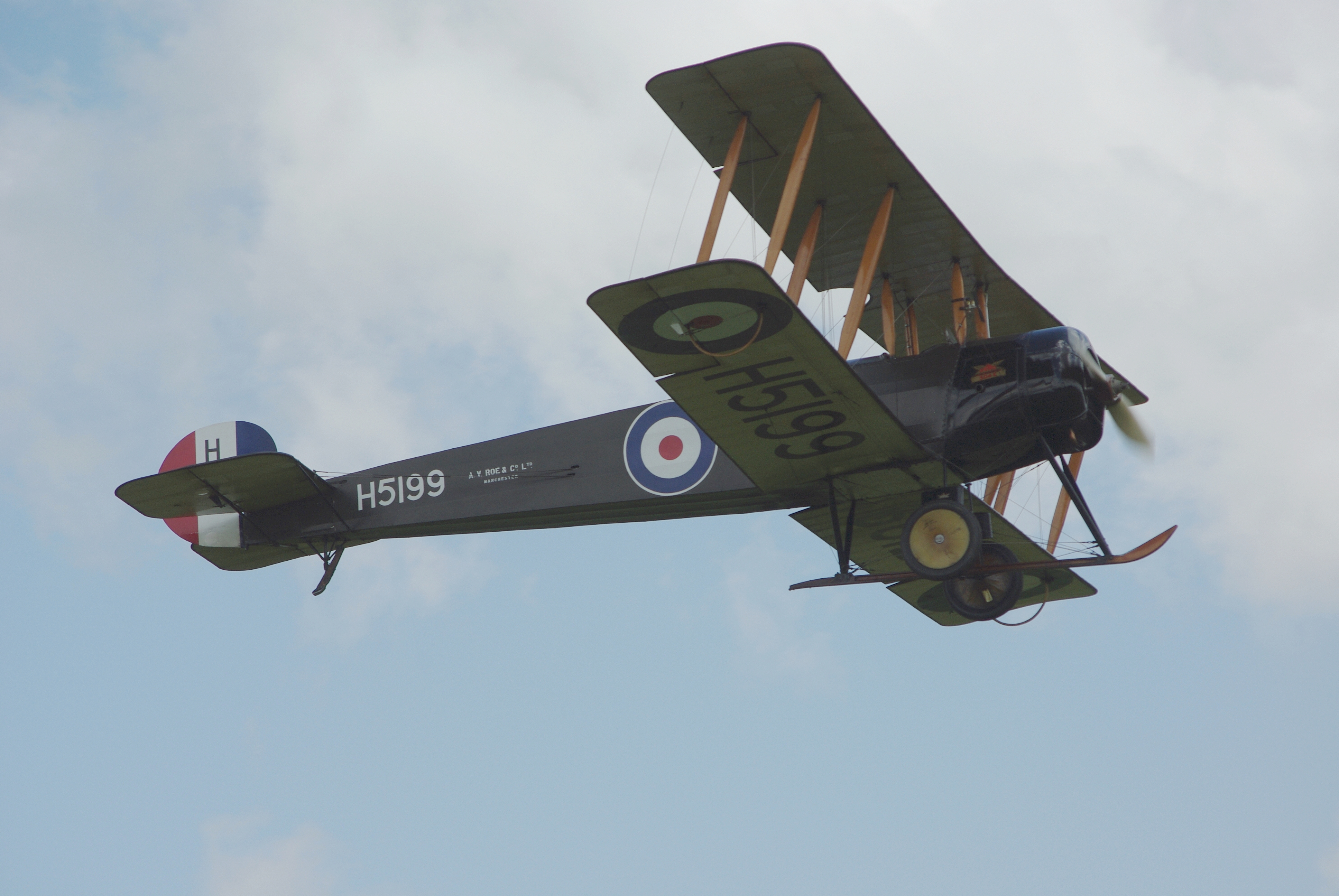
18 вересня — Авро 504 (побудовано 8970 екз., вироблявся до 1932).
- 27 листопада — британський біплан Sopwith Tabloid.
- осінь — літака Морський перший (М-1), конструкції Дмитра Григоровича.
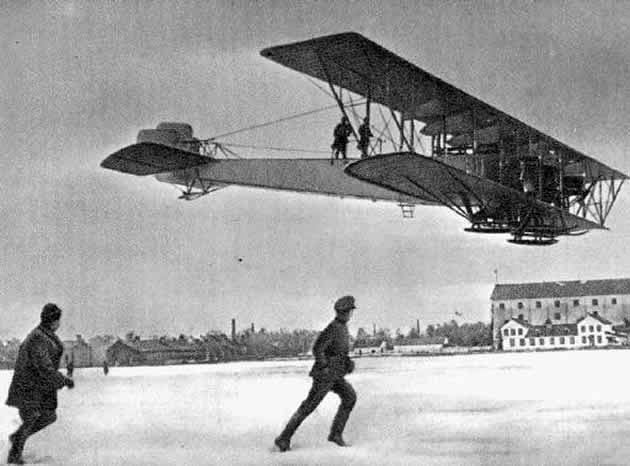
23 грудня — чотиримоторного літака Ілля Муромець, конструкції Ігора Сікорського.

Галерея
- Авро 501
- Гранд
- Bristol T.B.8.
- Avro 504
- Ілля Муромець

### Авіаційні рекорди
- 24 квітня — французький авіатор Ежен Гілберт (фр. Eugène Gilbert), робить рекордний безпосадковий політ на 826 км (523 милі) від Велізі-Віллакубле у Франції, до Віторія-Гастейс, Іспанія. Політ займає 8 год 23 хв.
- 27 квітня — Роберт Г. Фаулер (англ. Robert G. Fowler) робить перший безпосадковий політ через Панамський перешийок на відстань 83 км (52 милі) за 1 год 45 хв. Це перший безпересадковий політ через Центральну Америку від Атлантики до Тихого океану.
- 13 травня — кубинський пілот Домінго Росілло (ісп. Domingo Rosillo) на літаку фірми Morane-Saulnier, виконує перший політ через Флоридську протоку. Відстань у 90 миль (145 км), від Кі-Весту до Гавани, подолано за 2 год 8 хв. Для підстраховки, щоб не збитися з курсу, політ виконано за допомогою морського супроводу.
- 15 травня — вперше в історії, кубинський пілот Остін Парла (ісп. Austin Parlá) летить через Флоридську протоку без морського супроводу, використовуючи лише компас.
- 9 червня — німецький Цепелін летить з Баден-Бадена, Німеччина, до Відня, Австро-Угорщина, лише вдвічі довше, ніж найшвидший, на той час,  потяг.
- 20 серпня — французький авіатор Адольф Пегуд (фр. Célestin Adolphe Pégoud), стає першим європейцем, що вистрибнув з літака на парашуті з висоти 213 м (700 футів) та безпечно приземлився поблизу Бюку.
- 3 вересня — лейтенант Імператорських ВМС Німеччини В. Лангфельд (нім. W. Langfeld), на літаку Avro 503, стає першим пілотом, що перетнув відстань 40 миль через Північне море від Вільгельмсгафену до Гельголанду. 15 вересня він повертається на материкову частину Німеччини, приземлившись у Куксгафені.
- 9 вересня — Петро Нестеров, вперше у світі виконав Мертву петлю.
- 9 вересня — Моріс Превост досягає швидкості 204 км/год (127 миль/год) на літаку Deperdussin (SPAD).
- 23 вересня — Ролан Гаррос за 7 г. 53 хв. вперше перетинає Середземне море, від Сен-Рафаеля, Вар, Франція, до Бізерта, Туніс, подолавши відстань у 729 км (453 милі).
- 29 листопада — Raymonde de Laroche одноосібно пролітає 200 миль (320 км) за чотири години та виграє Кубок Феміна за найдовший самостійний політ, проведений жінкою.
- 13—14 грудня — німецький повітроплавець Гуго Каулен (нім. Hugo Kaulen) залишається в польоті на повітряній кулі «Дуйсбург» (об'ємом 1680 кубічних метрів), протягом 87 годин. Цей рекорд побито тільки у 1935.

Галерея

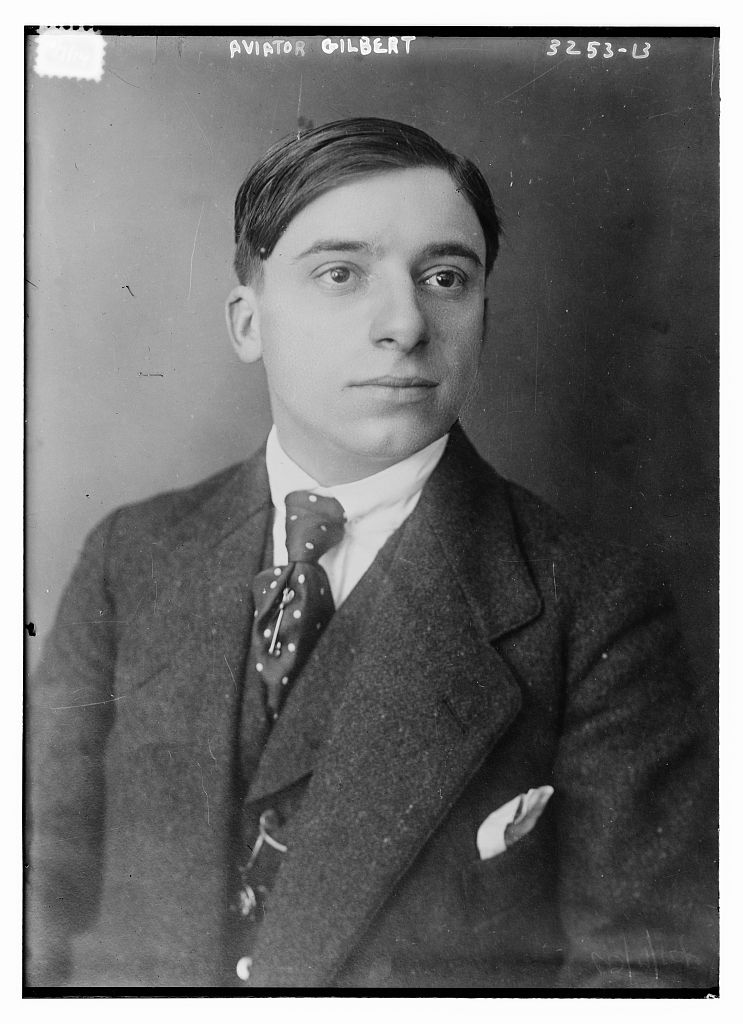
Ежен Гілберт
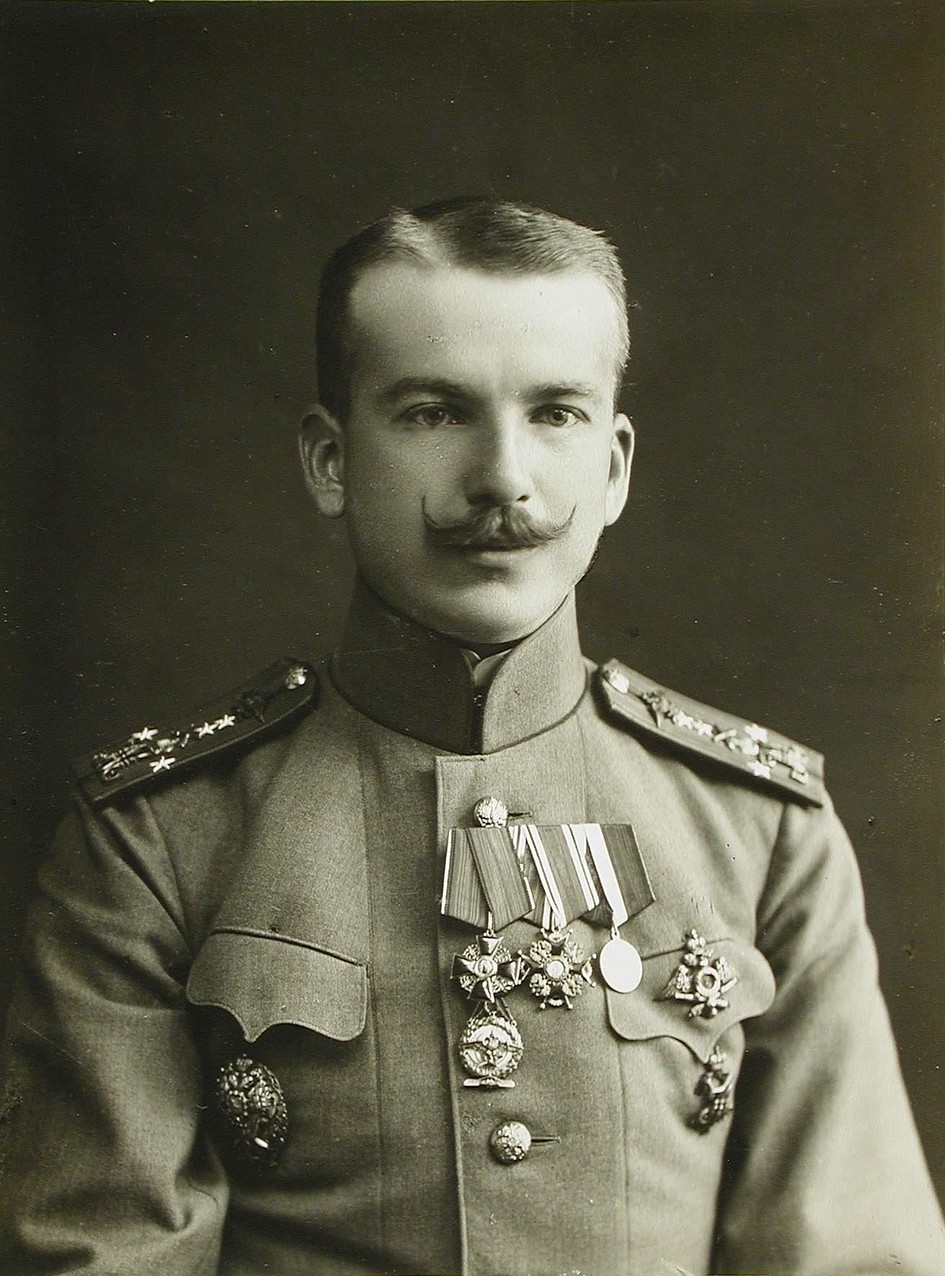
Петро Нестеров
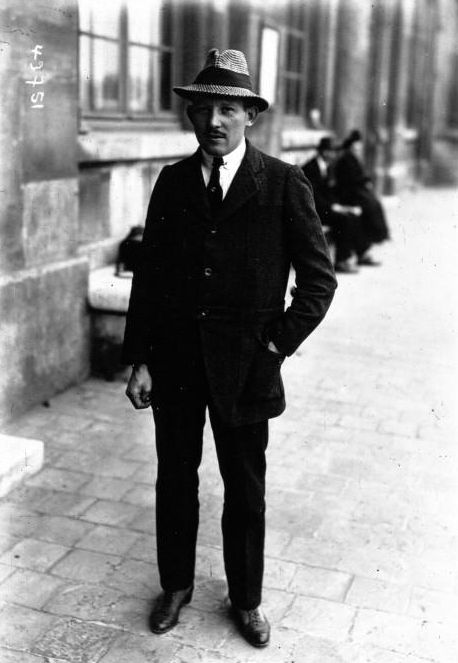
Моріс Превост
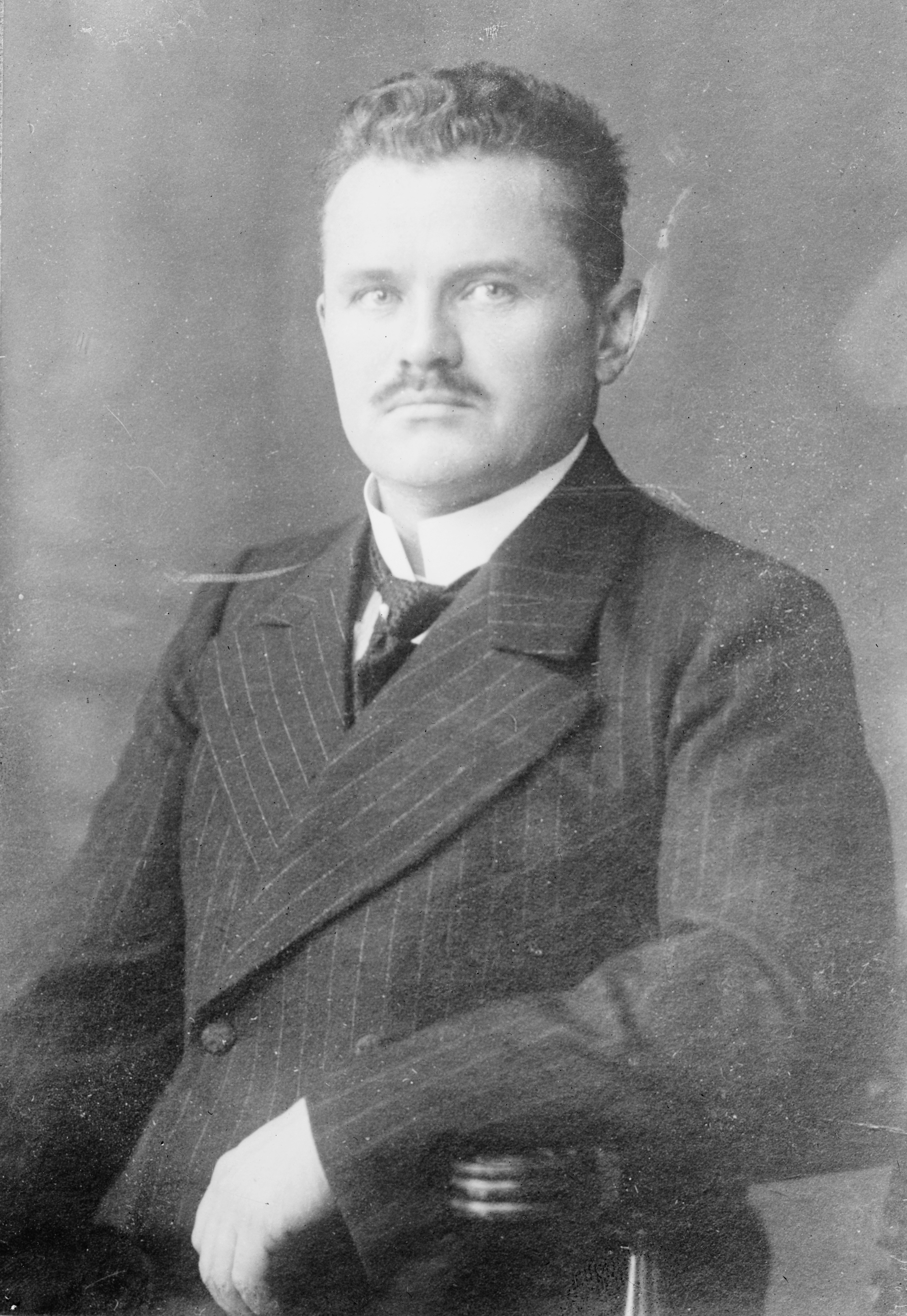
Гуго Каулен

### Авіакатастрофи
- 9 вересня — у Північному морі біля острова Гельголанд, через грозу зазнає аварії німецький дирижабль LZ 14 (флотське позначення L 1), загинули 14 із 20 осіб, що перебували на борту. Серед загиблих командувач загону морських дирижаблів Фридрих Метцинген (нім. Friedrich Metzing).
- 17 жовтня — Zeppelin LZ 18 (флотське позначення L 2) загоряється у повітрі поблизу Йоганистальского авіаційного поля в Німеччині та вибухає. Загинули всі 28 осіб, що перебували на борту.

Галерея

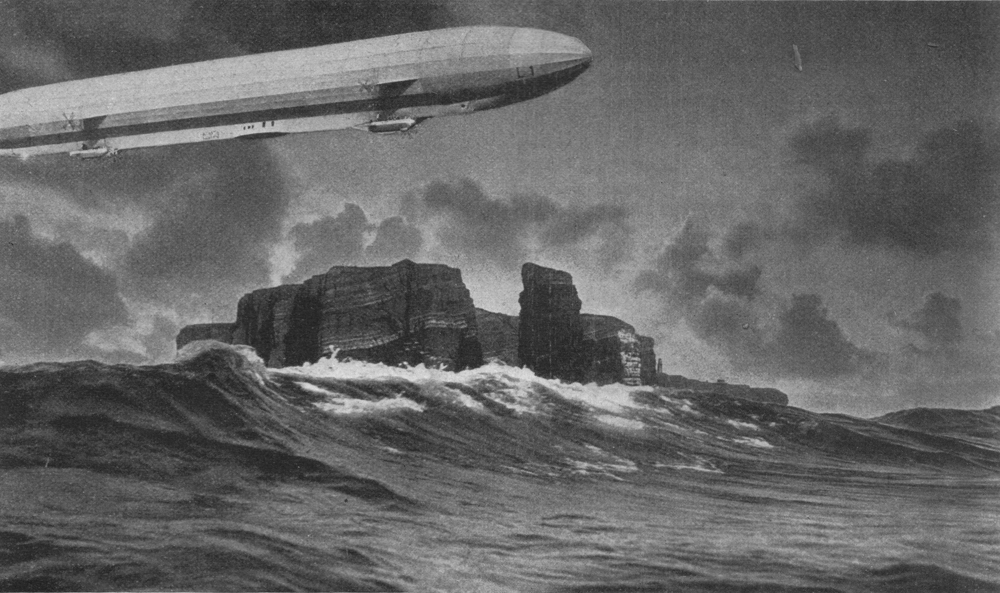
Катастрофа дирижабля LZ 14
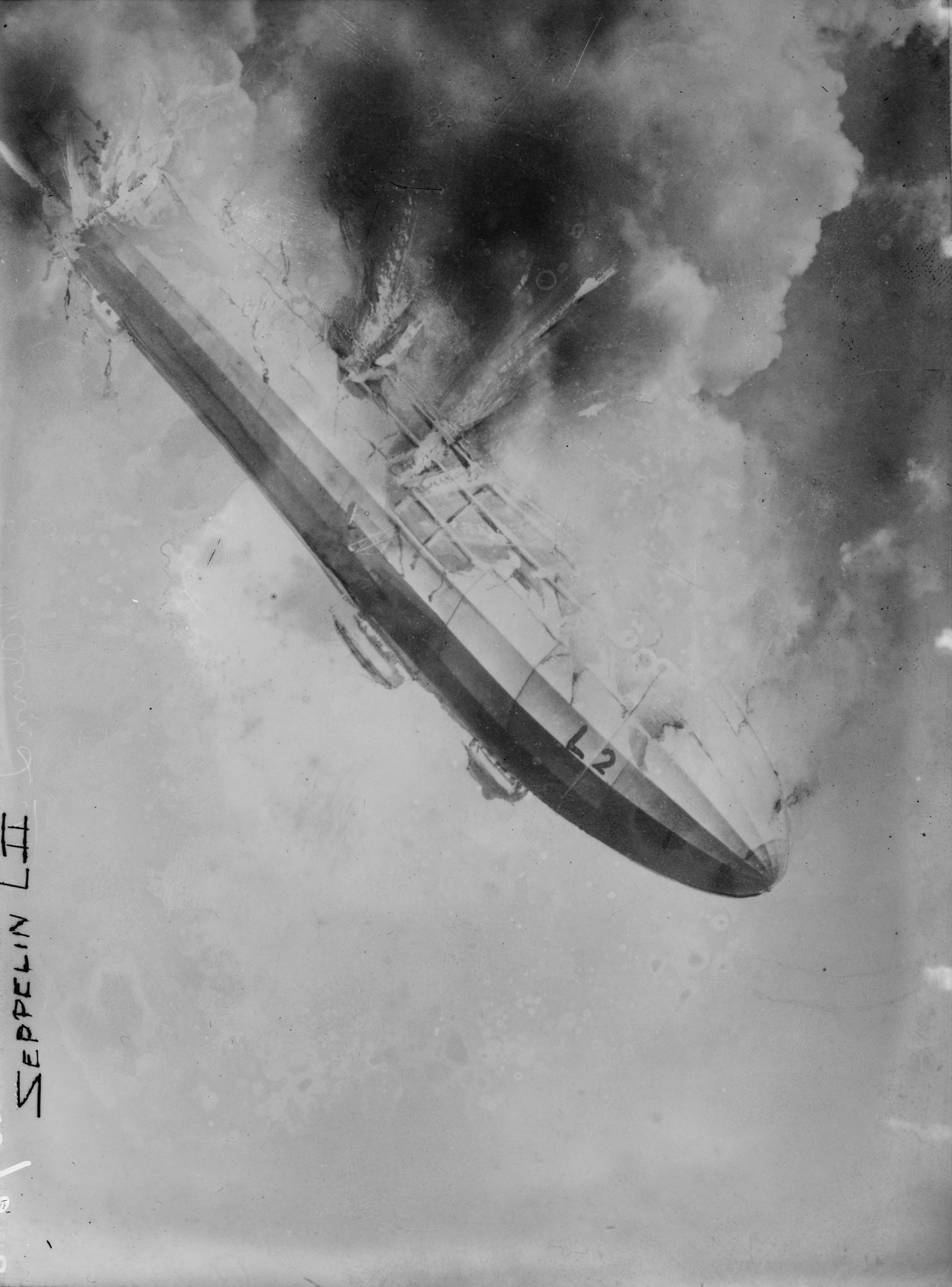
Катастрофа дирижабля LZ 18

## Персоналії

### Народилися
- 29 січня — Чічіко Кайсаровіч Бенделіані, радянський льотчик-винищувач, Герой Радянського Союзу.
- 6 березня — Олександр Іванович Покришкін, радянський льотчик-ас, другий за результативністю пілот-винищувач серед льотчиків країн антигітлерівської коаліції у Другій світовій війні. Перший Тричі Герой Радянського Союзу та єдиний льотчик, тричі удостоєний звання Героя Радянського Союзу під час війни. Маршал авіації (1972).
- 10 лютого — Адольф Борхерс, німецький ас, кавалер Лицарського хреста Залізного хреста.
- 11 березня — Вольф-Дітріх Вільке, німецький військовий льотчик-ас за часів Третього Рейху, протягом Другої світової війни здійснив 732 бойових вильоти, здобувши 162 перемоги у повітрі, кавалер Лицарського хреста Залізного хреста з Дубовим листям та Мечами (1944).
- 22 березня — Сабіха Гекчен (тур. Sabiha Gökçen; † 22 березня 2001), у 23 роки стала першою в Туреччині жінкою-пілотом і першою турчанкою пілотом-винищувачем. Одна из восьми прийомних доньок Мустафи Кемаля Ататюрка.
- 25 березня — Василь Семенович Адонкін, радянський льотчик, учасник німецько-радянської війни, Герой Радянського Союзу.
- 11 червня — Вальтер Адольф, німецький військовий льотчик-ас за часів Третього Рейху, кавалер Лицарського хреста Залізного хреста (1940). Протягом Громадянської війни в Іспанії та Другої світової війни здійснив 79 бойових вильотів, в ході яких здобув 25 перемог у повітряних боях, зокрема одну в небі Іспанії.
- 1 серпня — Гайо Геррманн, німецький пілот бомбардувальних і винищувальних частин Люфтваффе, один з найбільш високопоставлених і впливових офіцерів ВПС Третього Рейху.
- 5 вересня — Клаус Квет-Фаслем, німецький військовий льотчик-ас за часів Третього Рейху, здобув 49 перемог у повітрі, кавалер Лицарського хреста Залізного хреста[1].

Галерея

Вольф-Дітріх Вільке
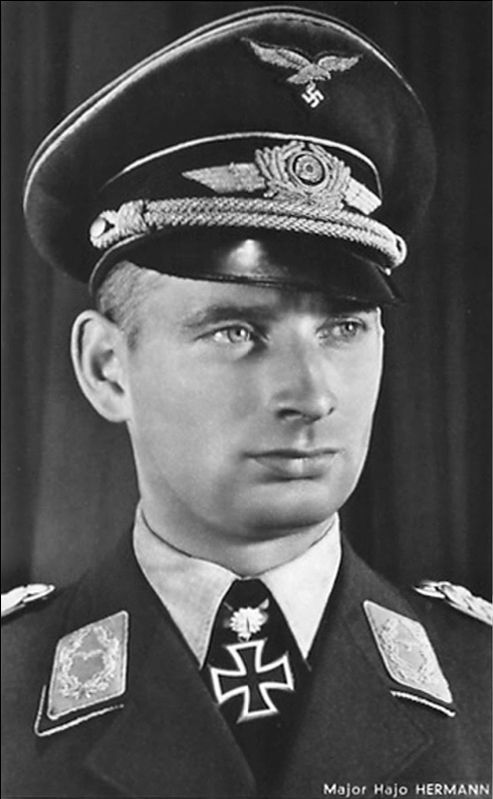
Гайо Геррманн
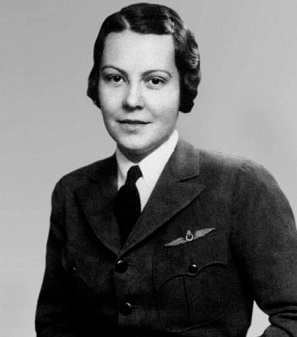
Сабіха Гекчен

### Померли
- 7 березня — Михайло Петрович (серб. Михајло Петровић; * 14 червня 1884), перший льотчик Сербії, загинув у авіакатастрофі під Шкодером.
- 26 квітня — авіаконструктор Теодор Калеп (в Російській імперії відомий як Федір Федорович Калеп, ест. Teodors Kaleps, лат. Theodor Kalepas), був одним з перших російських конструкторів авіаційних двигунів та виготовив перший авіаційний мотор в Росії.
- 7 серпня — у польоті на гідролітаку над Гемпширом в Англії, загинули американський піонер авіації Самуїл Франклін Коді (англ. Samuel Franklin Cody) та його пасажир, відомий гравець у крикет Вільям Еванс (англ. William Evans).
- 13 вересня — Аурел Влайку, румунський інженер та винахідник, помирає поблизу Кимпіна, Румунія, намагаючись перетнути Карпати на літаку Влайку II.

Галерея

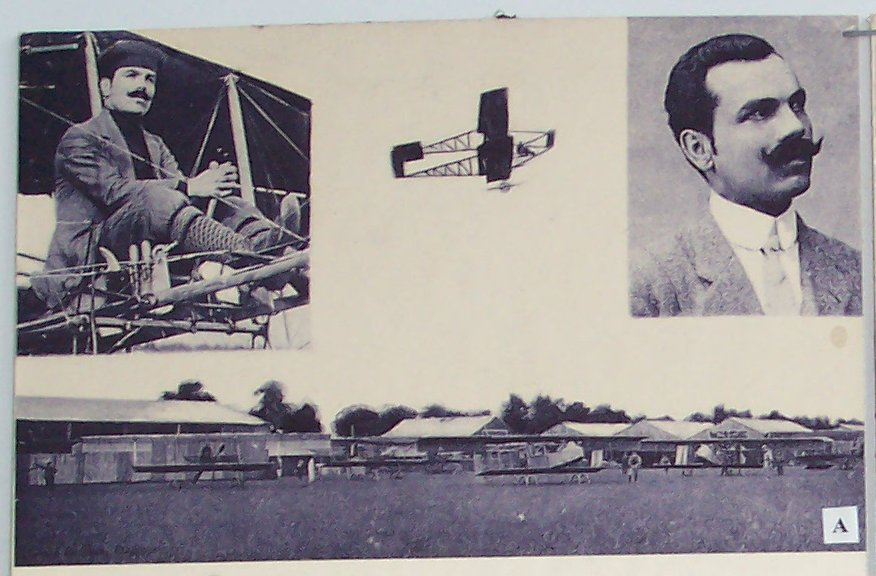
Міхайло Петрович під час польотів у Франції, 1912
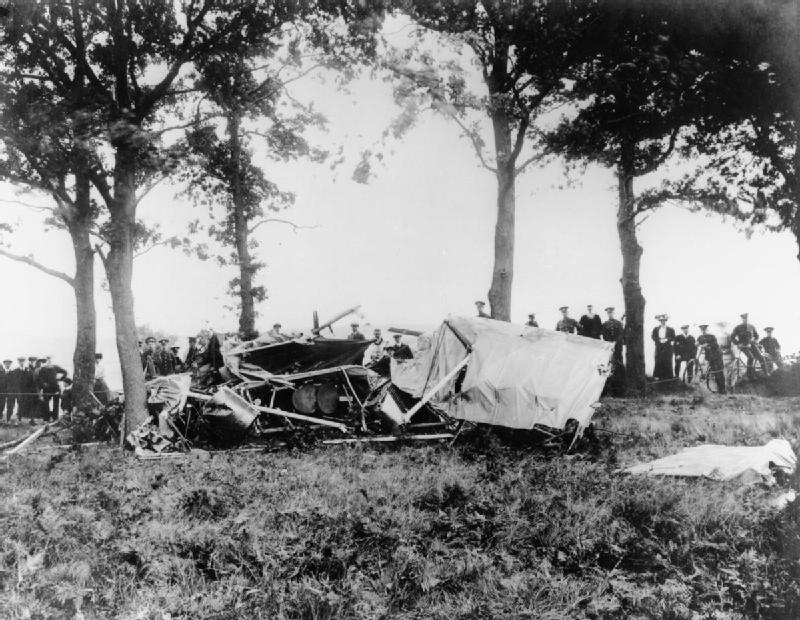
Уламки літака Коді
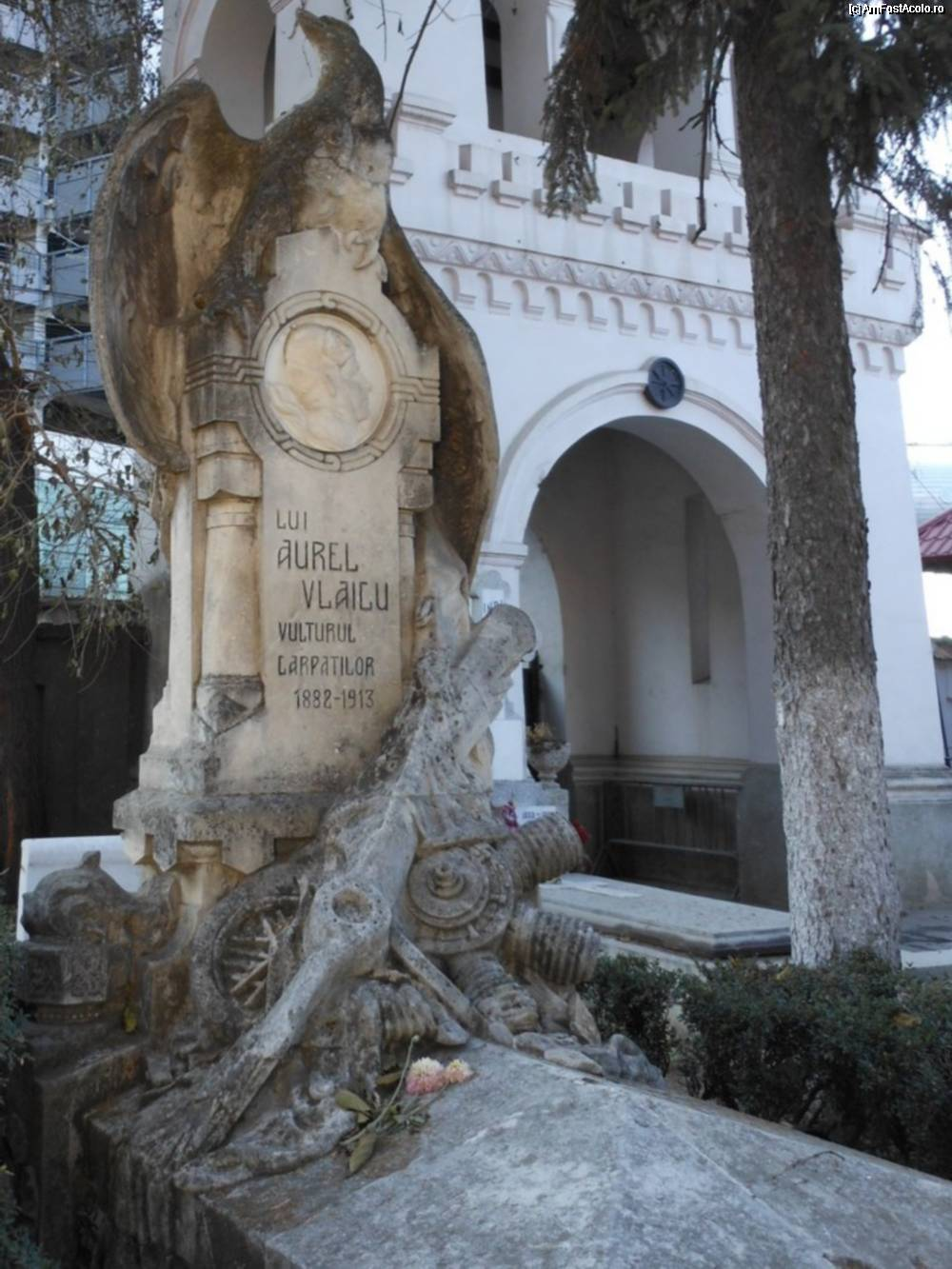
На могилі Аурела Влайку